# Lluís II de Montpensier
Lluís II de Borbó o de Montpensier (o de Borbó-Montpensier), nascut el 1483, mort a Nàpols el 1501, va ser comte de Montpensier i de Clarmont i delfí d'Alvèrnia.
Era fill de Gilbert, comte de Montpensier, de Clermont i delfí d'Auvergne, i de Clara de Gonzaga. Va succeir al seu pare el 1496.
Va marxar a Italia el 1499 i va participar en la tercera guerra d'Itàlia el 1501, i va estar present en les preses de Merillano i de Càpua (17 a 25 de juliol de 1499). Va anar a Nàpols i allí es va fer un ofici pel seu pare Gilbert i a la vista del seu cadàver va tenir una forta impressió i va començar a plorar desconsoladament. Es diu que per aquest disgust va agafar unes febres.
Va morir poc després (14 o 15 d'agost) i com que era solter i no tenia fills el va succeir el seu germà Carles III de Borbó (Carles de Montpensier o Borbó-Montpensier) conegut com el "Conestable de Borbó"